# 진보 마사토
진보 마사토(神保昌登)는 일본의 애니메이션 감독이자 각본가이다. 2014년부터 여러 시리즈의 감독을 맡고 있으며, Fate/kaleid liner 프리즈마☆이리야 각색 작품 등이 이에 포함된다.

## 참여 작품

### TV 시리즈
- 조이드 제네시스
- 지옥소녀
- C³ -시큐브-
- 킬 미 베이비
- 하트 커넥트
- 세인트 세이야 오메가
- Fate/kaleid liner 프리즈마☆이리야
- 내가 아가씨 학교에 '서민 샘플'로 납치당한 사건
- 스타뮤
- 이세계 식당
- 하얀고양이 프로젝트
- 벽람항로
- 방패용사 성공담

### 영화
- 극장판 5등분의 신부

### 오리지널 비디오 애니메이션
- 작안의 샤나
- 소녀는 언니를 사랑하고 있다

### 웹 시리즈
- 오늘의 아스카 쇼